# Guerra civil eritrea
La Guerra Civil de Eritrea o Guerras Civiles Eritreas fueron una combinación de dos conflictos que se libraron entre las organizaciones que compiten por la liberación de Eritrea. La primera se desarrolló de 1972 a 1974, y la segunda de 1980 a 1981. El anterior conflicto entre el Frente para la Liberación de Eritrea (ELF) y los grupos que se convertiría en el Frente Popular de Liberación de Eritrea (EPLF), a saber, las dos ramas de las Fuerzas Populares de Liberación (el Ala y Shaebia) y Obel. El último conflicto tuvo como resultado la derrota del FLE y su retirada del teatro de acciones.

## Antecedentes
La federación de Etiopía con Eritrea en 1952 estuvo acompañada por grandes controversias en el ámbito local. Sin embargo, con el paso del tiempo, la autonomía de Eritrea dentro de la federación etíope se desdibujó, pues poco después de la independencia dejó de ser legal la enseñanza de varias lenguas. Debido al aumento de la división sembrada por la prensa local entre cristianos y musulmanes, en 1960 un grupo de intelectuales eritreanos musulmanes formaron el FLE. 
Aunque esta organización fue abiertamente socialista, desde su conformación atrajo a la mayoría de combatientes musulmanes. Por otro lado, desde finales de la década de los sesenta, la frustración por la disolución de la federación etíope empujó a su vez a los cristianos a unirse a la lucha por la independencia bajo la égide del FLE. Pero la integración de combatientes cristianos bajo las órdenes de comandantes produjo muchas fricciones. Además, el énfasis regional del FLE causó serias diferencias entre la vieja guardia y los nuevos estudiantes radicales. 
Este desacuerdo condujo a la disgregación de secciones del FLE en comandos, desencadenando un conflicto militar.

## Primera Guerra Civil
La Primera Guerra Civil tuvo como fuerzas beligerantes al FLE y a la naciente organización de las Fuerzas Populares de Liberación, hasta entonces el mando del primer grupo. Los combates comenzaron en febrero de 1972 y se tuvieron como principal escenario las tierras bajas, sobre todo en el litoral del Mar Rojo. El conflicto se extendió a las tierras altas, hasta que en 1974 fueron escuchadas las llamadas a la paz, en particular las de habitantes los de un pueblo en un momento en que el movimiento de independencia estaba cerca de la victoria sobre Etiopía.

## Segunda Guerra Civil
La Segunda Guerra Civil enfrentó al FRUD y al FLE, en un intento de proteger los flancos del Frente como respuesta a la tremenda presión ejercida por el cotraataque de las fuerzas etíopes. En 1980 el FLE había entrado en negociaciones secretas con la Unión Soviética para poner fin a la guerra. Además, en defensa del Sahel, el bastión de la FRUD, en agosto del mismo año unidades del FLE se retiraron de las líneas. Esto creó una enorme fricción entre los frentes que con el tiempo dio lugar a la reanudación del conflicto. El FLE, sin embargo, había sido fatalmente debilitado por el resurgimiento de las fuerzas etíopes (gracias a la asistencia soviética), en 1980 fue empujado hacia la frontera con Sudán, y finalmente derrotado por las fuerzas de la FRUD.